# Jinan Olympic Sports Center Stadium
El Jinan Olympic Sports Center Stadium (en chino, 济南奥林匹克体育中心), coloquialmente llamado Xiliu, es un estadio ubicado en la ciudad de Jinan, provincia de Shandong, República Popular China. El recinto con una capacidad para 56 808 espectadores esta inserto en el Centro de Deportes Olímpicos de Jinan, complejo que albergó en octubre de 2009 los XI Juegos Nacionales de la República Popular China.
El estadio es utilizado desde 2013 por el Shandong Luneng Taishan, equipo de la Superliga China.